# Экерн, Харальд
Харальд Йоганнес Экерн (норв. Harald Johannes Økern; 19 января 1898 года, Берум — 17 августа 1977 года, Берум) — норвежский двоеборец, участник Первых Зимних Олимпийских игр и двукратный победитель Хольменколленского лыжного фестиваля в двоеборье.

## Карьера
Харальд Экерн родился в Беруме и выступал за местный лыжный клуб. Он привлек к себе внимание в 1919 году, когда занял седьмое место на Хольменколленском лыжном фестиваля. В следующем году он стал Чемпионом Норвегии. В 1922 году Харальд стал победителем Хольменколленского лыжного фестиваля. Через два года он смог победить сразу в Чемпионате Норвегии и Голменколленському лыжном фестивале. Также в том году он получил Хольменколленскую медаль, разделив ее с Йоханом Грёттумсбротеном. Единственной неудачей в том году было выступление на Первых зимних Олимпийских играх, где Харальд Экерн занял четвертое место. В следующем году он в третий раз стал чемпионом Норвегии и занял второе место на Хольменколленском лыжном фестивале. После этого он решил закончить выступления.
Харальд Экерн был дядей лыжника Олава Экерна, бронзового призера Олимпийских игр в Санкт-Морице и отцом спортсменки по спортивному ориентированию Марит Экерн.

## Ссылка
- Харальд Экерн — статистика на сайте FIS  (англ.)
- Харальд Экерн — олимпийская статистика на сайте Sports-Reference.com (англ.)